# Sinteză Williamson

Sinteza aldehidei saliclice din acid cloroacetic și hidroxid de sodiu

Sinteza Williamson este o reacție organică de eterificare indirectă. Se obțin eteri în urma reacției dintre compuși halogenați și un alcool deprotonat (sub formă de alcoxid). Reacția a fost dezvoltată de către Alexander Williamson în anul 1850.

## Mecanism
De obicei are loc reacția dintre un ion alcoxid cu o halogenură primară de alchil, care are loc printr-un mecanism de substituție nucleofilă bimoleculară (SN2). Eterii formați pot fi simetrici sau asimetrici.
Mecanismul general este următorul: are loc atacul nucleofil la carbonul din compusul halogenat, iar anionul halogenură se elimină concomitent cu formarea eterului:

## Exemplu
Un exemplu de sinteză eterică Williamson este reacția dintre etoxidul de sodiu și cloroetan, cu obținerea de eter dietilic și clorură de sodiu:
[Na]+[C2H5O]− + C2H5Cl → C2H5OC2H5 + [Na]+[Cl]−